# Спільна картографія
Спільна картографія або Створення мап гуртом (англ. collaborative mapping) — метод побудови різних типів мап, що ґрунтується на поєднанні даних картографічних вебсервисів із даними користувачів, що розташовані на різних джерелах та можуть мати різні формати кодування даних та умов їх ліцензування. В залежності від ліцензійної згоди, щодо використання даних, сформовані мапи можуть мати певні обмеження щодо їх використання. Як від вільного, проте із застереженнями (наприклад, OpenStreetMap), так й з частковим дозволом на використання (Google Map Maker).
Варто зазначати, що картографування гуртом слід відрізняти від суспільного користуванням мапами — різниця полягає саме в додавання та редагуванні географічних об'єктів. Тоді як користування дозволяє тільки використовувати мапу, отже, це більш вузьке значення.
В залежності від мети, розрізняють наступні типи суспільних мап:
- окремі точки, з координатами та супутніми даними — відбивають точки на вже існуючий мапі;
- геодані спільного надбання — дозволяють відтворити мапу.

Найпростішим й поширенішим є перший варіант. Це й позначення цікавих місць й поширення їх, побудова гео-соціальних мереж, відображення статей Вікіпедії на мапі. Варто зазначити, що перший варіант із накопиченням помічених географічних точок разом  із структурування даних дозволяє сформувати цілком адекватну географічну мапу. Саме в такий спосіб організована робота сервісів суспільної картографії OpenStreetMap та WikiMapia. Вони дозволяють створювати POI (цікаві місця), вказувати лінійні об'єкти та означати на мапі цілі області.
Як й інші спільні проекти, створення мап гуртом стикається з питанням вирішенням конфлікту одночасного редагування об'єкту. 